# Reutenbourg
Reutenbourg é uma comuna francesa na região administrativa de Grande Leste, no departamento Baixo Reno. Estende-se por uma área de 4,42 km². Em 2010 a comuna tinha 416 habitantes (densidade: 94,1 hab./km²).